# Schöntal (Neustadt)
Das Schöntal ist ein Stadtviertel der pfälzischen Stadt Neustadt an der Weinstraße in Rheinland-Pfalz.

## Geographische Lage
Das Stadtviertel liegt auf 150 bis 200 m ü. NHN am Westeingang von Neustadt im noch engen Tal des Speyerbachs, der dort den Gebirgszug der Haardt durchbricht und zunächst in das Hügelland beiderseits der Deutschen Weinstraße eintritt, ehe er die Rheinebene erreicht. Das Schöntal, das zur Namensgebung führte, erstreckt sich dem Bachlauf folgend von Nordwest nach Südost.
Nördlich, links des Speyerbachs, erhebt sich als Südsüdwestläufer des 554 m hohen Weinbiets der Wolfsberg (490,7 m) mit dem Naturschutzgebiet Am Wolfsberg und der Burgruine Wolfsburg. Rechts des Bachs liegen südwestlich des Schöntals der Königsberg (427,3 m) und südsüdöstlich der Nollenkopf (490,3 m). An dessen Nordhang zieht sich das Afrikaviertel hinauf.

## Geschichte
Das Stadtviertel entstand im 19. Jahrhundert im Umfeld von Fabriken. Diese verarbeiteten dort bis 1902 mithilfe des Speyerbachwassers Holz, das mittels Trift aus dem Pfälzerwald angeliefert wurde, zu Papier. Heute macht die Industrie immer mehr Wohngebieten Platz.

## Verkehr
Durch das Schöntal verlaufen von Neustadt in Richtung Kaiserslautern die Bundesstraße 39, die hier innerstädtisch Talstraße heißt, und die Bahnlinie von Mannheim nach Saarbrücken.